# 似鱤堅頭銀漢魚
似鱤堅頭銀漢魚（学名：Atherinason hepsetoides）為輻鰭魚綱銀漢魚目銀漢魚科的其中一種，分布於東印度洋澳洲海域，體長可達9公分，為亞熱帶魚類，主要棲息在大陸棚海域，生活習性不明。